# Podbiel
Podbiel é um município da Eslováquia, situado no distrito de Tvrdošín, na região de Žilina. Tem 19,29 km² de área e sua população em 2018 foi estimada em 1.284 habitantes.

## Demografia
| Ano:        | 1994 | 2004   | 2014   | 2024   |
| ----------- | ---- | ------ | ------ | ------ |
| Broj ljudi: | 1177 | 1258   | 1277   | 1338   |
| Razlika:    |      | +6,88% | +1,51% | +4,77% |

| Ano:               | 2023 | 2024   |
| ------------------ | ---- | ------ |
| Número de pessoas: | 1329 | 1338   |
| Diferença:         |      | +0,67% |